# ツチノコ

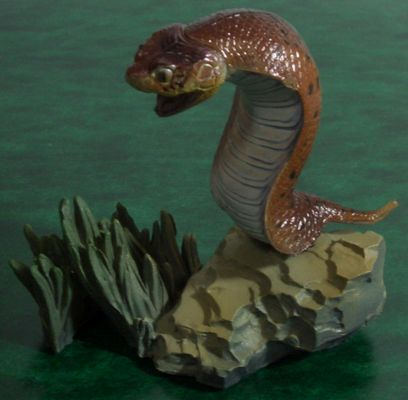
立ち上がるツチノコの模型
『コレクト倶楽部』（味覚糖、2002年）より

ツチノコ（槌の子）は、日本に生息すると言い伝えられている未確認動物（UMA）のひとつ。横槌に似た形態の、胴が太いヘビと形容される。全国各地で“目撃例”があるとされる。

## 目撃談などによる特徴

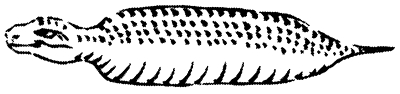
井出道貞『信濃奇勝録』（1834年脱稿1886年出版）に描かれた「野槌」。下記の翠山の画とともに、最も古いツチノコの図像といわれる。

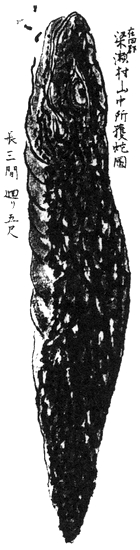
畔田翠山『野山草木通志』に描かれた「野槌」

- 普通のヘビと比べて、胴の中央部が膨れている[1]。
- 通常のヘビには瞼がないが、ツチノコは瞼がある。
- 2メートルほどの跳躍力を持つ[2]。高さ5メートル、前方2メートル以上との説や[3]、10メートルとの説もある[4]。
- 日本酒が好き[3]。
- 「チー」などと鳴き声をあげる[3]。
- メスの歯はすきっ歯である。
- 非常に素早い[5]。
- 高くジャンプする、シャクトリムシのように体を屈伸させて進む[3]、丸太のように横に転がる、尾をくわえて体を輪にして転がる、傾斜を登る時は胴体の前部を支点に後部を左右に移動させながら登る、などの手段で移動する[2]。
- いびきをかく[5]。
- 味噌、スルメ、頭髪を焼く臭いが好きなヘビである。[3]。
- 猛毒を持っているとされることもある[1]。

## 名前
ツチノコという名称は元々京都府、三重県、奈良県、四国北部などで用いられていた方言であった。わら打ち仕事や砧（布を柔らかくするために、槌で打つ作業）の際に用いる叩き道具「横槌」に、この生物の形状が似ている、とされることにちなむ。東北地方ではバチヘビとも呼ばれ、ほかにもノヅチ、タテクリカエシ、ツチンボ、ツチヘビ、土転びなど日本全国で約40種の呼称があり、ノヅチと土転びは別の妖怪として独立している例もある。

## 歴史

### 現代以前

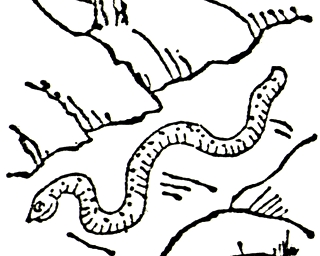
『和漢三才図会』の「野槌蛇」（1712年ごろ）

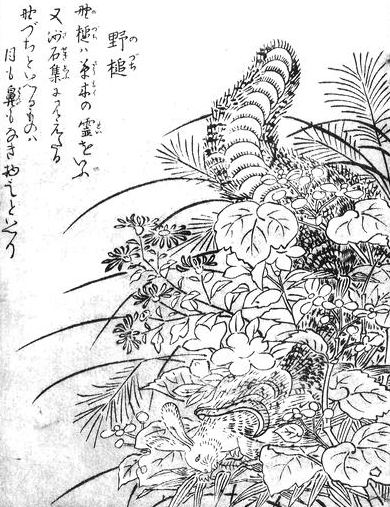
『今昔画図続百鬼』の「野槌」（鳥山石燕, 1779年）

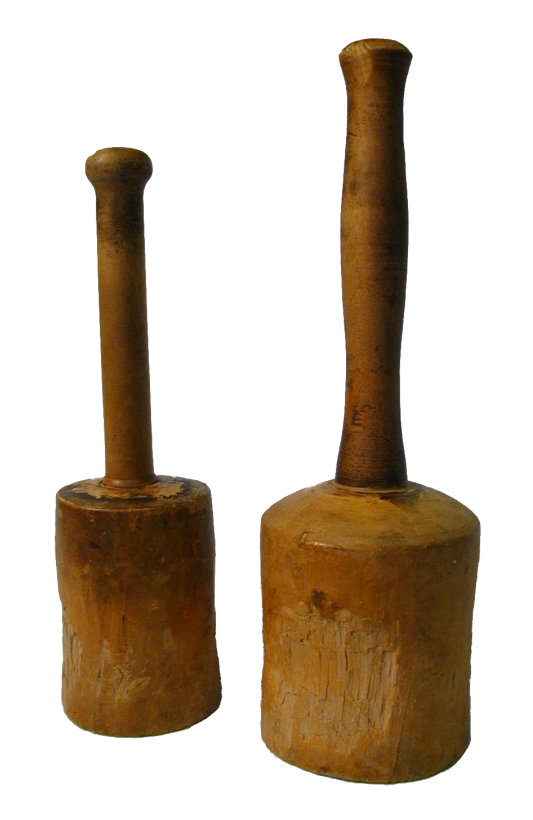
横槌。この道具に姿が似ているから「ツチノコ」とされる

- 縄文時代の石器にツチノコに酷似する蛇型の石器がある（岐阜県飛騨縄文遺跡出土）。また、長野県で出土した縄文土器の壺の縁にも、ツチノコらしき姿が描かれている。
- 奈良時代の『古事記』では「野神（ののかみ）」として鹿屋野比賣神（かやのひめのかみ）またの名は野椎（のつち）とある。『日本書紀』では同じ神が草祖草野姫（くさのおやかやのひめ）またの名は野槌（のつち）と書かれている。
- 1712年、寺島良安が記した『和漢三才図会』第四十五巻 竜蛇類に「野槌蛇」の名称でツチノコの解説がある[6]。「（一つ手前の項目に記された）合木蛇の仲間で、深い山奥に棲む。頭と尾は均等で尾は尖らず、柯の無い槌に似ている為俗に野槌と呼ばれる。吉野山中の菜摘川の清明の滝の周辺に往往見られる。口は大きく人の脚を噛む。坂を下り走ると甚だ速く人を追う。但し登りは極めて遅い為、これに出会ったら急いで高い處に登るべし。追い付かれる事は無い」。
- 1799年、加賀国江沼郡（現・石川県加賀市周辺）の怪談を集めた『聖城怪談録』には、瓜生傳という人物による「つちのこ」の目撃談が所収されている[7]。「黒く丸く壱尺四五寸ばかりもあるべきと思ふものころころとして行たり」と描写されている。
- 1886年、井出道貞が『信濃奇勝録』に「野槌 のつち 漢名 千歳蝮」を記す[8]。「八月の頃たまたま出る。坂道は転がって進む。人に害を成さない。和漢三才図会の説明とは異なる」と書き留めている。

### 現代
- 1959年8月24日、作家山本素石が京都の加茂川の上流、雲ヶ畑の奥地でツチノコを目撃。以後、捕獲に情熱を燃やす。
- 1972年、作家の田辺聖子が、山本素石をモデルとした人物が登場する小説『すべってころんで』を朝日新聞夕刊に連載。翌年にはNHKでドラマ化され、ツチノコの名が全国的に知れ渡ることとなった[3][9]。
- 1973年、ツチノコに遭遇した経験を持つという漫画家の矢口高雄が、ツチノコをテーマとした漫画『幻の怪蛇バチヘビ』を発表[10]。ツチノコブームのきっかけを作った[3]。なお、同作品は『釣りキチ三平』と共に、1974年の第4回講談社出版文化賞を受賞している。
- 1974年、漫画『ドラえもん』においてツチノコを描いたエピソード「ツチノコさがそう」（雑誌掲載時はサブタイトルなし）が雑誌「小学五年生」7月号に掲載され、翌1975年には「ツチノコ見つけた!」（雑誌掲載時のタイトルは「歴史に名を残そう！」）が「小学六年生」3月号に掲載された。後に『ドラえもん』が台湾へ輸出されたことで、台湾の多くの学生たちにはツチノコの姿として、これらの作中で漫画風にアレンジされたツチノコのイメージが定着している[11]。
- 1989年、岐阜県加茂郡東白川村がヘビ年に因んで村発行の広報紙でツチノコを特集したことをきっかけに注目を集め始めた[12]。
- 1999年に任天堂より発売されたゲーム『ポケットモンスター 金・銀』に、ツチノコをモチーフにしたポケモン「ノコッチ」が登場。更にずんぐりとした体格に加え、小さな羽やドリル状の尻尾などポケモンならではのデザインや設定が付加されている。後に、2022年に発売された『ポケットモンスター スカーレット・バイオレット』にはノコッチの進化系「ノココッチ」が登場。
- フジテレビ系バラエティ番組、奇跡体験!アンビリバボーでは、太平洋戦争当時の日本軍が捕獲し、軍の研究所で飼育、観察されていたとされるツチノコの話題を取り上げた。不鮮明ながら、モノクロ写真とされる物も残されている。ただし、死後解剖された際の結論は、毒の成分から考えてニホンマムシの亜種だったと記されている。
- 2024年のR-1グランプリにおいて、アマチュア芸人として唯一決勝まで勝ち残ったどくさいスイッチ企画が、偶然ツチノコを発見した人物の一生をテーマにしたコント「ツチノコ発見者の一生」を決勝戦にて披露。最終順位も4位と健闘を見せた[13][14]。

## 各地の目撃談
- 東北地方
  - 十和田湖付近の山中で、体長約30センチメートルのツチノコらしき生物が目撃されている[3]。
  - 2007年4月1日、山形県最上郡大蔵村の牧場の干草の中から、ツチノコ状のヘビの死骸が発見された。この死骸は写真が撮影され、ツチノコ写真の中でも信憑性が高いとの声もあるが、日本国内のヘビ研究の権威である日本蛇族学術研究所は、干草がオーストラリア産であったことから、この死骸はオーストラリアの毒ヘビであるデスアダーだった可能性を示唆している[3]。
  - 妙見山（宮城県？福島県？）は前述の漫画『バチヘビ』の舞台でもある[3]。
- 関東地方
  - 茨城県土浦市がツチノコ捕獲地域として注目されており[15]、山奥などでなく町中での目撃証言が多い[3]。
  - 多摩川で、上流から中流にかけて目撃情報が多発している[3]。
  - 2008年8月31日、千葉県白井市の田園地帯において水平に3メートルジャンプしたツチノコらしき生物の目撃情報が寄せられた。
- 中部地方
  - 岐阜県東白川村は目撃証言が多く、全国でも有数の目撃多発地帯といわれる[16][17]。東白川村では「つちへんび」などの呼び名で目撃体験は多かったが、神道の信仰が厚い地域で神の使いとされていたためそれを語ることが憚られていたが、1989年に村がヘビ年に因んで広報紙でツチノコを特集したことをきっかけに多くの目撃談が語られるようになったとする見方もある[12]。東白川村には日本唯一のツチノコ資料館が「つちのこ館」内にあり、ツチノコ捜索のイベント「つちのこフェスタ」が行われている[12]（詳細は各地の取り組みを参照）。
  - 岐阜県美濃市の農道で、数ある目撃例の中でも巨大な、全長約2メートルの個体が目撃された[18]。
  - 1970年代の静岡県清水市（現静岡市清水区）で、当時小学生だったさくらももこの親友が、自宅でツチノコを目撃した。後日、さくらと親友の2人で捜索したものの発見には至らなかった[19]。その親友は後年、ネズミか何かを飲み込んだ蛇と見間違えたかもしれないと振り返っている[20]。このときの体験が、漫画・アニメ『ちびまる子ちゃん』の「まぼろしの「ツチノコ株式会社」」に反映されている。
  - 1992年、岐阜県中津川市付知町の農家でツチノコらしき生物の死体が発見されて話題になったが、鑑定の結果、マツカサトカゲと判明した[21]。
- 北陸地方
  - 文化時代の随筆『北国奇談巡杖記』に、ツチノコのものとされる話が以下のようにある。石川県金沢市の坂道で、通行人の目の前で横槌のような真っ黒いものが転がり歩き、雷のような音と光とともに消えた。これを目撃した何人かの人は毒に侵されたとされ、この坂は槌子坂と呼ばれたという。同様の怪異は、昭和初期の金沢の怪談集『聖域怪談録』にも記述がある[22]。
  - 新潟県糸魚川市能生地区の山中でツチノコが目撃された[23]。同地区では「つちのこ探検隊」が結成され、2006年以降から毎年ツチノコの捜索が行われ、最大1億円の賞金がかけられている[24][25]。
  - 新潟県小千谷市に、ツチノコの背骨といわれる物体が保管されている[18]。
- 近畿地方
  - 兵庫県では、但馬地方に50件以上の目撃情報がある。香美町では「美方つちのこ探索隊」が結成されており、捕獲したツチノコを飼うための「つちのこ飼育庭園」も設置されている。千種町（現宍粟市）では捕獲に2億円の賞金をかけたこともあり、ツチノコの懸賞金としては過去最高額[3]。
  - 2004年5月30日、兵庫県美方町のツチノコ探検隊が、同町でツチノコらしき生物の死骸を発見したと発表したが、鑑定の結果ツチノコではないと判明した。同年には6月にも同町でツチノコ状のヘビが発見され、「ツーちゃん」の名で飼育されたものの、これは妊娠して胴が膨れ上がったヤマカガシに過ぎず、卵を産み落とすと普通のヘビとなってしまった[26]。
  - 兵庫県多紀郡（現丹波篠山市）で、体長約50センチメートル、直径約10センチメートルの、サンショウウオに似たツチノコらしき生物が目撃された[18]。
  - 奈良県吉野郡下北山村で、体長約30センチメートルのツチノコが目撃された[18]。
  - 2008年3月、奈良県の竜王山で発見された生物が、同年3月7日付の『東京スポーツ』の一面にツチノコではないかとして掲載された[27]。一部の学者はツチノコではなくヒルとの見方を示している[28]。
  - 2014年10月、滋賀県近江八幡市の古民家の床下からツチノコの死骸らしき骨が発見されている。滋賀県内では、1950年代に伊吹村上野（現米原市）でツチノコの死骸が発見されて産経新聞長浜支局長が取材を行っている。1961年秋、永源寺町（現東近江市）の古い炭焼き窯でツチノコが捕獲され、名古屋のヘビ業者に売られたこともあるという[29]。
- 中国地方
  - 鳥取県東部の山間部、岡山県、広島県など、県全域でツチノコらしき生物の目撃談がある[3]。
  - 2000年5月21日、岡山県吉井町（現・赤磐市）でツチノコ状の生物が発見され、数日後にも同様の生物の死骸が発見された。ツチノコではないかと話題になったものの、川崎医療福祉大学の鑑定によりヤマカガシと判明し、ツチノコになれなかったヘビとの意味で「ツチナロ」と命名された[30]。同町ではこの一件でツチノコ生息スポットとして脚光を浴び[3]、ツチノコ特別捜索隊が結成され、ツチノコの生け捕りに2000万円の賞金がかけられており[30]、1年に1万円ずつ上乗せされ、2008年の時点で2008万円に達した[3]。
- 四国地方
  - 徳島県で三好市をはじめとする県内全域で多数目撃されている[3]。
- 九州地方
  - 福岡県、特に朝倉市を中心とした大分県境付近に発見情報が多い。宮若市、築上町で一時、捕獲の噂が流れた。
  - 熊本県では、八代市から人吉市にかけての山間部に目撃談が多い[3]。
  - 五島列島でも古くから目撃されている[3]。

## 各地の取り組み

### 施設
- つちのこ資料館 - 岐阜県加茂郡東白川村神土の「つちのこ館（やかた）」内には「つちのこ資料館」がある[12]。同村には「つちのこ館」のほか平成元年に建立のツチノコを祀った「つちのこ神社」もある[3]。

### イベント
- つちのこフェスタ - 岐阜県加茂郡東白川村では毎年5月にツチノコ捜索のイベント「つちのこフェスタ」が行なわれ、捕獲賞金もかけられている[31]。2020年から2022年まではコロナ禍の影響で中止され、2023年5月3日に4年ぶりに開催された[12][32]。「つちのこフェスタ」公式マスコットキャラクター「つっちー＆のこりん」は村のマスコット（ゆるキャラ)として村内外のイベント等で活動している[33]。

### 懸賞
大半は、「ツチノコ生け捕り」が条件となっている。なお、以下には懸賞を終了しているものも含む。
- 兵庫県千種町 賞金2億円（宍粟市成立時に終了[34][35]）
- 岡山県吉井町：賞金2000万円
- 兵庫県美方町：別荘地100坪
- 広島県上下町：賞金300万円（1989年）
- 西武百貨店：賞金6万円（写真）・10万円（遺体）・30万円（生け捕り）[36]
- 山と溪谷社：生態写真に賞金10万円[36]
- 和歌山県すさみ町：賞金100万円と副賞イノブタ1頭
- 岐阜県東白川村：賞金100万円（1989年以降は毎年1万円ずつアップ、2023年は131万円）
- 奈良県下北山村：賞金100万円
- 学研『ムー』編集部：賞金100万円

## 正体についての仮説
- 新種の未確認動物とする説。
  - 未発見の新種のヘビとする説。

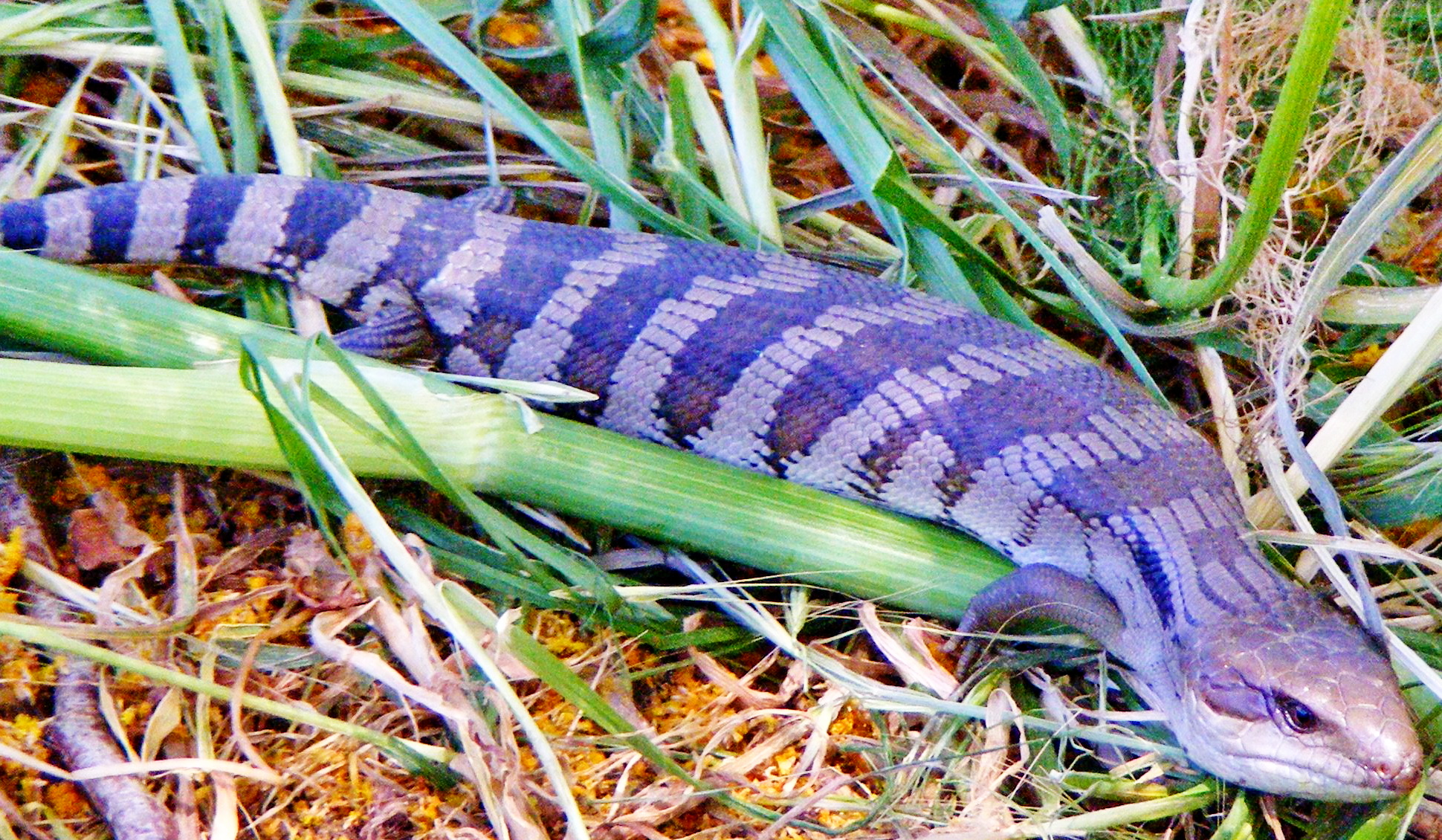
ヒガシアオジタトカゲ

  - いくつかの特徴がヘビではなくトカゲであることを示しており、海外には実際に足が退化したヘビのような形態のアシナシトカゲが実在していることから、ツチノコも足が退化した未発見のトカゲの一種ではないかとする説。
- 特定種のトカゲ類の誤認とする説。
  - アオジタトカゲを誤認したとする説。このトカゲは1970年代から日本で飼われるようになり、目撃情報が増加した時期に一致するとされている。アオジタトカゲには四本の小さな脚があり、読売新聞社によって撮影されたツチノコとされる生物にも脚があった。作家の荒俣宏は、流行の原因となった漫画の影響で脚がない姿が広まったと述べている。実際に、前述の岐阜県東白川村の隣町でツチノコと誤認された生物の正体がアオジタトカゲであった事例の報告もあり、同村では林業が盛んなため、海外から輸入された材木にこのトカゲが混入していたとの推測もある[17]。
  - マツカサトカゲを誤認したとする説。このトカゲは岐阜県の目撃談にもあり、四肢が草むらや胴体の下に隠れている姿がツチノコに近く、日本国内でも愛玩動物として飼育されている。このことから、野山に捨てられたマツカサトカゲが繁殖し、ツチノコと誤認されたとの説もある[21]。ツチノコは尾が細いとされるのに対しマツカサトカゲは尻尾が太い点が異なるが、古い絵図などでは尾が太く描かれている例もあるので何ともいえないところではある。
- 胴の短い種類の蛇の誤認とする説。
  - デスアダーを誤認したとする説。これは毒蛇で太く短い体型がツチノコに近い。実際に山形の目撃談にも出てくる[3]。
  - ヒメハブを誤認したとする説。これも毒蛇で南西諸島に生息し、ツチノコとの類似も古くから指摘されている。デスアダーとも似ているが胴の短さではデスアダー以上にツチノコに近い。
- 腹の膨れた蛇を誤認したとする説。
  - 在来の蛇であるヤマカガシやニホンマムシなどが妊娠中で腹が膨らんだ状態となると、一見してツチノコのように見える場合がある[37]。
  - 大きな獲物を丸呑みして腹が膨れた蛇を誤認したとする説。蛇は顎の関節が特殊な構造をしており、自分より大きな獲物を丸呑みする事ができる。
- 以上に上げたような複数の目撃証言が一つに複合されたものがツチノコとする仮説もある。